# Sainte-Croix-de-Quintillargues

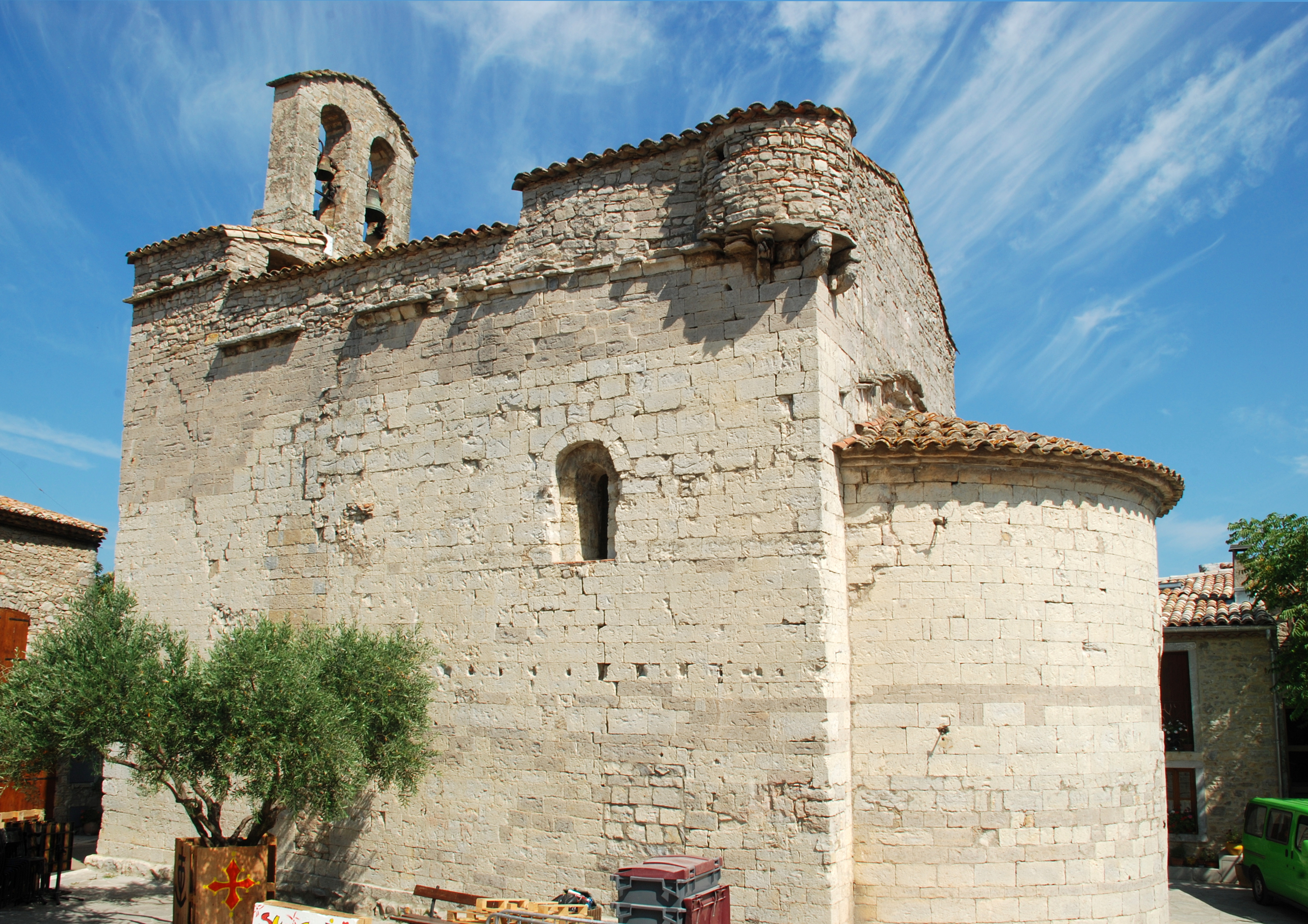
Kościół w Sainte-Croix-de-Quintillargues, 2010

Sainte-Croix-de-Quintillargues – miejscowość i gmina we Francji, w regionie Oksytania, w departamencie Hérault.
Według danych na rok 1990 gminę zamieszkiwały 382 osoby, a gęstość zaludnienia wynosiła 58 osób/km² (wśród 1545 gmin Langwedocji-Roussillon Sainte-Croix-de-Quintillargues plasuje się na 577. miejscu pod względem liczby ludności, natomiast pod względem powierzchni na miejscu 929.).

## Populacja

Populacja Sainte-Croix-de-Quintillargues w latach 1962-2008